# Llei de contractes del sector públic
La Llei de contractes del sector públic (Llei 30/2007, de 30 d'octubre, de contractes del sector públic), apareguda al número 261 del "Boletín Oficial del Estado" (BOE) de 31 d'octubre del 2007, és una llei espanyola que regula la licitació i adjudicació de contractes dins l'àmbit de les administracions públiques, és a dir els contractes d'obres, concessió d'obres públiques, gestió de serveis públics, subministrament, serveis i de col·laboració entre el sector públic i el sector privat que subscriguin els ens, organismes i entitats pertanyents al sector públic.
Es qualifiquen d'acord amb les normes que conté l'article 5 (capítol II) d'aquesta Llei. La resta de contractes del sector públic es qualifiquen segons les normes de dret administratiu o de dret privat que els siguin aplicables.
El seu antecedent immediat és el Text refós de la Llei de contractes de les administracions públiques i les novetats sobre aquest text refós afecten: la delimitació del seu àmbit d'aplicació, la singularització de les normes que deriven directament del dret comunitari, la incorporació de les noves regulacions sobre contractació que introdueix la Directiva 2004/18/CE, la simplificació i millora de la gestió contractual i la tipificació legal d'una nova figura, el contracte de col·laboració entre el sector públic i el sector privat.
Aquesta Llei incorpora les modificacions establertes pel Reglament(CE) núm. 1422/2007 de la Comissió, de 4 de desembre, pel qual es modifiquen les directives 2004/17/CE i 2004/18/CE del Parlament Europeu i del Consell Europeu pel que fa als llindars d'aplicació, a partir de l'1 de gener de 2008, en els procediments d'adjudicació de contractes, però no es limita a transposar les noves directrius comunitàries, sinó que, adoptant un plantejament de reforma global, introdueix modificacions en diversos àmbits.

## Reglament i afectacions
Mentre no s'aprovi un reglament que desenvolupi aquesta llei, serà d'aplicació el Reial decret 817/2009, de 8 de maig (BOE 118, de 15 de maig de 2009) i el Reial decret 300/2011, de 4 de març (BOE 69, de 22 de març de 2011), pel qual es modifica l'esmentat 817/2009.
Des de la publicació de la Llei de contractes del sector públic, s'han publicat diversos textos que la modifiquen, entre les quals s'ha de destacar la Llei 34/2010, de 5 d'agost, de modificació de les lleis 30/2007 ... (BOE 192, de 9 d'agost de 2010) que afegeix els temes de la nul·litat contractual, el recurs especial en matèria de contractació, la classificació d'ofertes i la formalització dels contractes, i la Llei 2/2011, de 4 de març, d'economia sostenible (BOE 55, de 5 de març de 2011).

## Estructura
- Títol preliminar dedicat a recollir unes disposicions generals
- Cinc llibres
  - Llibre I:Configuració general de la contractació del sector públic i elements estructurals dels contractes. Regulador de la configuració general de la contractació. Els elements estructurals dels contractes.
  - LLibre II:La preparació d'aquests contractes.
  - Llibre III:Selecció del contractista i adjudicació dels contractes
  - Llibre IV:Efectes, compliment i extinció dels contractes administratius
  - Llibre V:Organització administrativa per a la gestió de la contractació